# Gare de Choisy-au-Bac
Ne doit pas être confondu avec Gare de Choisy-le-Roi.
La gare de Choisy-au-Bac est une gare ferroviaire française (fermée) de la ligne de Creil à Jeumont, située sur la commune de Clairoix, à proximité de Choisy-au-Bac, dans le département de l'Oise, en région Hauts-de-France.
Elle est mise en service en 1894 par la Compagnie des chemins de fer du Nord. C'est une halte ferroviaire lorsque la Société nationale des chemins de fer français (SNCF) la ferme en 2011.

## Situation ferroviaire
Établie à 35 m d'altitude, la halte Choisy-au-Bac (fermée) est située au point kilométrique (PK) 87,130 de la ligne de Creil à Jeumont, entre les gares ouvertes de Compiègne et de Longueil-Annel.

## Histoire
Le tronçon de Compiègne à Noyon du chemin de fer de Creil à Saint-Quentin, est inauguré le 25 février 1849. C'est en 1894 qu'est mise en service une halte sur le territoire de la commune de Clairoix, contre l'avis du Conseil municipal la Compagnie des chemins de fer du Nord lui donne le nom de « halte de Choisy-au-Bac ». 
Elle devient une gare en 1910, un bâtiment est construit, il comporte un corps principal à deux ouvertures avec un étage et accolée, une halle à marchandises à trois ouvertures.
Elle est devenue une halte ferroviaire de la Société nationale des chemins de fer français (SNCF), desservie par les trains TER Picardie qui effectuent des missions entre les gares de Paris-Nord et de Busigny, lorsque est annoncée sa fermeture le 11 décembre 2011, afin de faciliter la mise en place du cadencement de la ligne.

## Service des voyageurs
Halte fermée au trafic des voyageurs.